# ホセ＝アントニオ・アルベス
ホセ＝アントニオ・アルベス (ポルトガル語: José-Antonio Alvez、1820年 - 没年不詳) は19世紀ポルトガルの奴隷商人。アフリカ出身で、土地の人間にはケンデレ (Kendele) という名前で知られていた。
彼の名前がヨーロッパで知られるようになったのは、イギリス人探検家、ヴァニー・ラヴェット・キャメロンの著書「アクロス・アフリカ」による。ジュール・ヴェルヌの冒険小説『十五歳の船長』の登場人物であるアルベスは彼がモデルとなっている。

## 経歴
アルベスは1820年にポルトガルの植民地アンゴラで生まれた。彼は地元の人間にはケンデレという名前で知られていた。彼についての情報は、インド洋から大西洋まで、フランス領赤道アフリカを横断した最初のヨーロッパ人であるヴァニー・ラヴェット・キャメロンによって記録された。アルベスは、旅行団の規模が小さすぎて襲われる可能性があることを指摘し、みずからガイド役を買って出た。1875年2月末、彼らは一緒にキレンバからアンゴラ西海岸に向けて出発した。キャメロンは、著書「アクロス・アフリカ」で、アルベスを「年老いた醜い黒人」と書いている。キャメロンは彼をムズング（ヨーロッパ系）の人だと信じていたので、実際の彼の人種に驚いた。キャメロンは次のように書いている。
アルベスはキャメロンに対して気を許したか、自分はアンゴラのクアンザ川流域のドンド (アンゴラ)出身だと言った。彼は1870年代にこの地を出て西アフリカをまわり、奴隷貿易を行なった。当初は白人商人の助手だったが、独立して2年の間カサンギとビエ州にいくつかの拠点を作った。地元でクアルンバと呼ばれていた、奴隷商人のロレンツォ・スーザ・コインブラとともに大規模な奴隷拉致組織を作り、奴隷隊商を送り出した。アルベスの消息は1877年以降途絶えている。

## フィクションへの登場
アルベスは、1878年に出版されたフランスの作家、ジュール・ヴェルヌによる冒険小説『十五歳の船長』といくつかの映画の登場人物として名を広めた。小説の主なテーマは、奴隷貿易とそれに付随する行為への非難である。ロシアの作家、エフゲニ・パブロヴィッチ・ブランディスによると、この本の「最も明朗なページ」は、ジャーナリズムの感傷で書かれた奴隷貿易の恐怖と人間狩りへの非難であり、それらはヴェルヌによって研究された情報源に基づいている。奴隷貿易の禍々しき人物、ポルトガルのネゴロとコインブラ、アメリカのハリス、アラブのイブンカミス、危険な黒人アルベスは決して著者の想像力の産物ではなく、現実に存在したことが知られている。ヴェルヌは、何万人もの仲間の部族を奴隷商人に売ったこの怪物についての情報を、彼自身が示したように、イギリス人旅行者キャメロンの手記から集めた。さらに、キャメロンは小説に登場した別の実在の奴隷貿易商人ロレンツォ・スーザ・コインブラについての情報も持っていた。それによると、アルベスがカゾンデ村の王、ムアニ・ルンガの権力に服し、アンゴラのこの地域をほぼ完全に支配したとしている。キャメロンはアルベスを次のように特徴づけた。